# Орех бару
Орех бару (лат. Dipteryx alata) — древесное растение, произрастающее в Южной Америке; вид рода Диптерикс (Dipteryx) семейства Бобовые. Плоды и семена используются в пищу.

## Описание
Дерево высотой до 25 м и диаметром на уровне груди до 70 см. Продолжительность жизни до 60 лет. Плодоношение начинается в возрасте шести лет. Цветки гермафродитные. Растение опыляется пчёлами Xylocopa suspecta, Pseudaugochlora graminea и Apis mellifera.

## Пищевая ценность
Сравнительная таблица пищевой ценности ореха бару с другими орехами:
| на 30г                          | Бару  | Миндаль | Арахис | Кешью | Пекан | Макадамия |
| ------------------------------- | ----- | ------- | ------ | ----- | ----- | --------- |
| калории                         | 144   | 174     | 176    | 172   | 213   | 216       |
| протеины (белок)                | 8,7   | 6       | 7      | 5     | 3     | 2         |
| жиры                            | 10    | 15      | 15     | 14    | 22    | 23        |
| калории из жиров (Fat Calories) | 90    | 135     | 135    | 126   | 198   | 207       |
| пищевые волокна (клетчатка)     | 5     | 4       | 3      | 1     | 3     | 2         |
| антиоксиданты                   | 5,982 | 1,335   | 948    | 584   | 5,382 | 508       |
| кальций мг                      | 46    | 80      | 17     | 14    | 21    | 21        |
| цинк мг                         | 1     | 1       | 1      | 2     | 2     | 0         |
| калий мг                        | 280   | 220     | 190    | 169   | 127   | 109       |

## Употребление в пищу
Плоды и семена используются человеком в пищу в свежем или переработанном виде. Плоды содержат много белка (29,59 %), эфирных масел (40,27 %) и клетчатки (19,04 %) и минеральных веществ (цинк, железо и кальций). Семена используются как противоревматическое средство и защищают от окислительного стресса.

## Распространение
В диком виде встречается в Боливии, Бразилии, Парагвае и Перу.